# Alpes de Carintia y de Eslovenia
Los Alpes de Carintia y de Eslovenia (en italiano, Alpi di Carinzia e di Slovenia) son una sección del gran sector Alpes del sudeste, según la clasificación SOIUSA. Su pico más alto es el Grintovec, con 2.558 m. 
Se encuentran en Austria (Carintia) y en Eslovenia. Una parte pequeña se extiende también por la región italiana de Friuli-Venecia Julia.

## Subdivisión
Se pueden subdividir en dos subsecciones y seis supergrupos:
- Karavanke
  - Karavanke occidentales
  - Karavanke septentrionales
  - Karavanke orientales
- Alpes de Kamnik y de la Savinja
  - Cadena del Storžic
  - Cadena Mrzla gora-Grintovec-Ojstrica
  - Cadena Raduha-Golte-Rogatec-Menina